# 湛海铁路
湛海铁路，是连接广东省和海南省的一条铁路。湛海铁路北起湛江市茂湛铁路的塘口车站，经过遂溪县、雷州市，到达徐闻县海安镇的海安南站。全线设塘口、湛江西、雷州、龙门镇、徐闻、海安南6个车站。
湛海铁路南接粤海轮渡，北接铁路枢纽湛江市，是沟通广东和海南的交通要道，又是粤海铁路的一部分。